# Tourisme en Lorraine

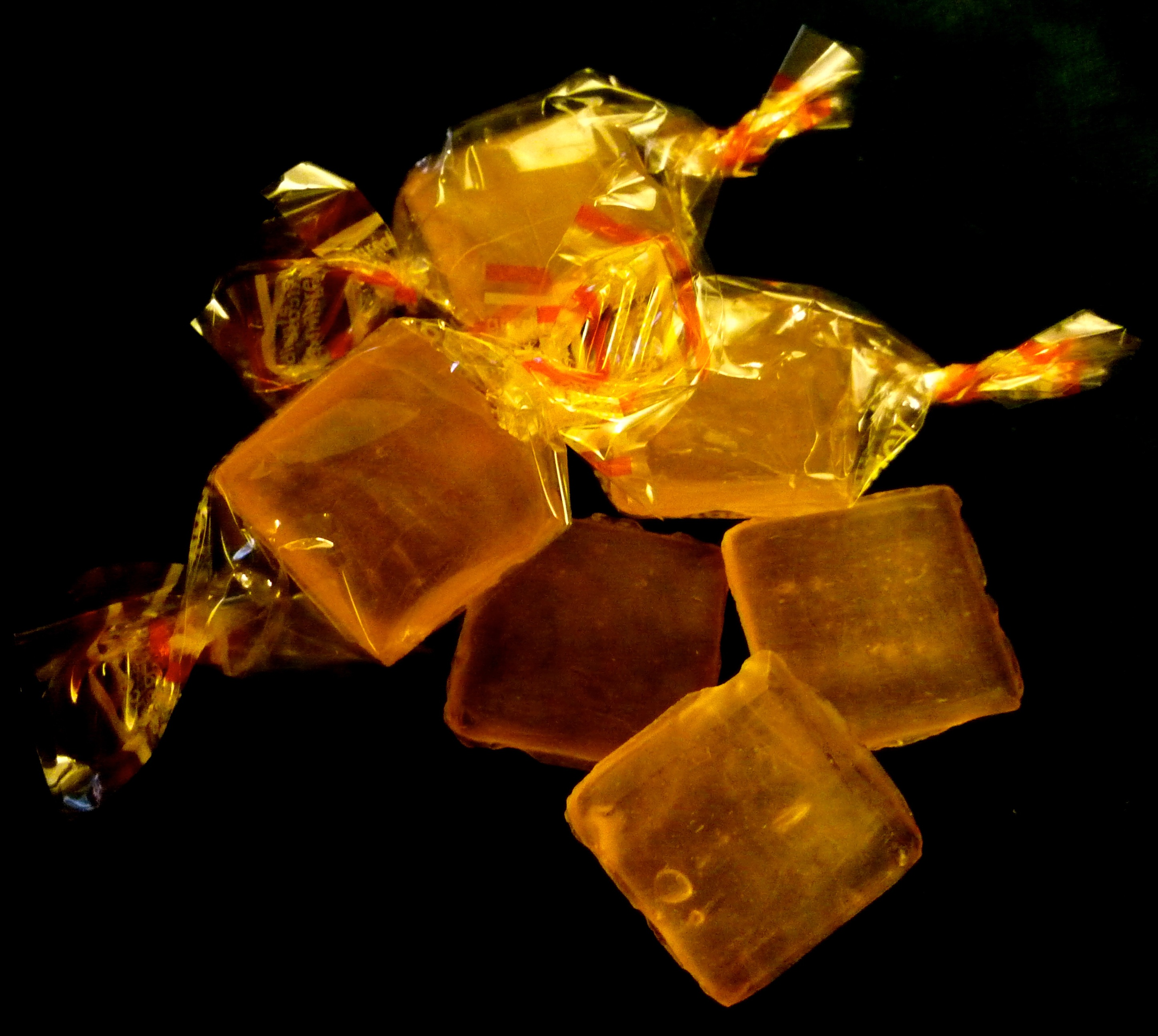
Bergamotes de Nancy

Le tourisme en Lorraine s'est développé au XIXe siècle en lien avec l'extension du réseau ferroviaire, notamment à Gérardmer, surnommée la « Perle des Vosges ». Il représente aujourd'hui 2 % de l'ensemble de la richesse dégagée régionale (2011). Le tourisme des lieux historiques (Antiquité, Jeanne d'Arc, Grande Guerre...), le tourisme technique, le tourisme thermal et le tourisme vert constituent les principales facettes de ce secteur d'activité.

## Principaux sites touristiques
Par rapport à l'Angleterre, la Ruhr ou même le Nord-Pas-de-Calais, l'industrialisation a été relativement tardive et concentrée, ce qui a permis de préserver une grande partie des paysages. Trois parcs naturels régionaux coexistent sur le territoire: le parc naturel régional de Lorraine, le parc naturel régional des Vosges du Nord et le parc naturel régional des Ballons des Vosges.
Les divers plans d'eau de la région et les Vosges sont une destination touristique pour les habitants d'Europe du Nord, principalement les Belges, les Luxembourgeois, les Néerlandais et les Allemands. Il existe de nombreuses résidences secondaires allemandes dans l'est du département de la Moselle (pays des étangs, pays de Bitche). Au niveau Français, la région attire principalement les touristes en quête de nature, de patrimoine, de thermalisme, de tourisme de mémoire et industriel;à noter que les principaux musées lorrains ont enregistré 1,7 million d'entrées en 2004.

### Vosges
Les Vosges sont une destination touristique historique, principalement pour les sports d'hiver (Gérardmer, La Bresse...) et le thermalisme (Plombières-les-Bains, Bains-les-Bains...). Les loisirs d'été sont également fortement développés du fait des reliefs, lacs de montagne et des versants boisés, au détriment de la partie ouest du département (la plaine), aux reliefs peu marqués.
Néanmoins, la région de la forêt de Darney et de la Vallée de l'Ourche connaissent un essor récent du tourisme vert basé sur leur patrimoine naturel remarquable.

Affiche de Louis Tauzin (1912)
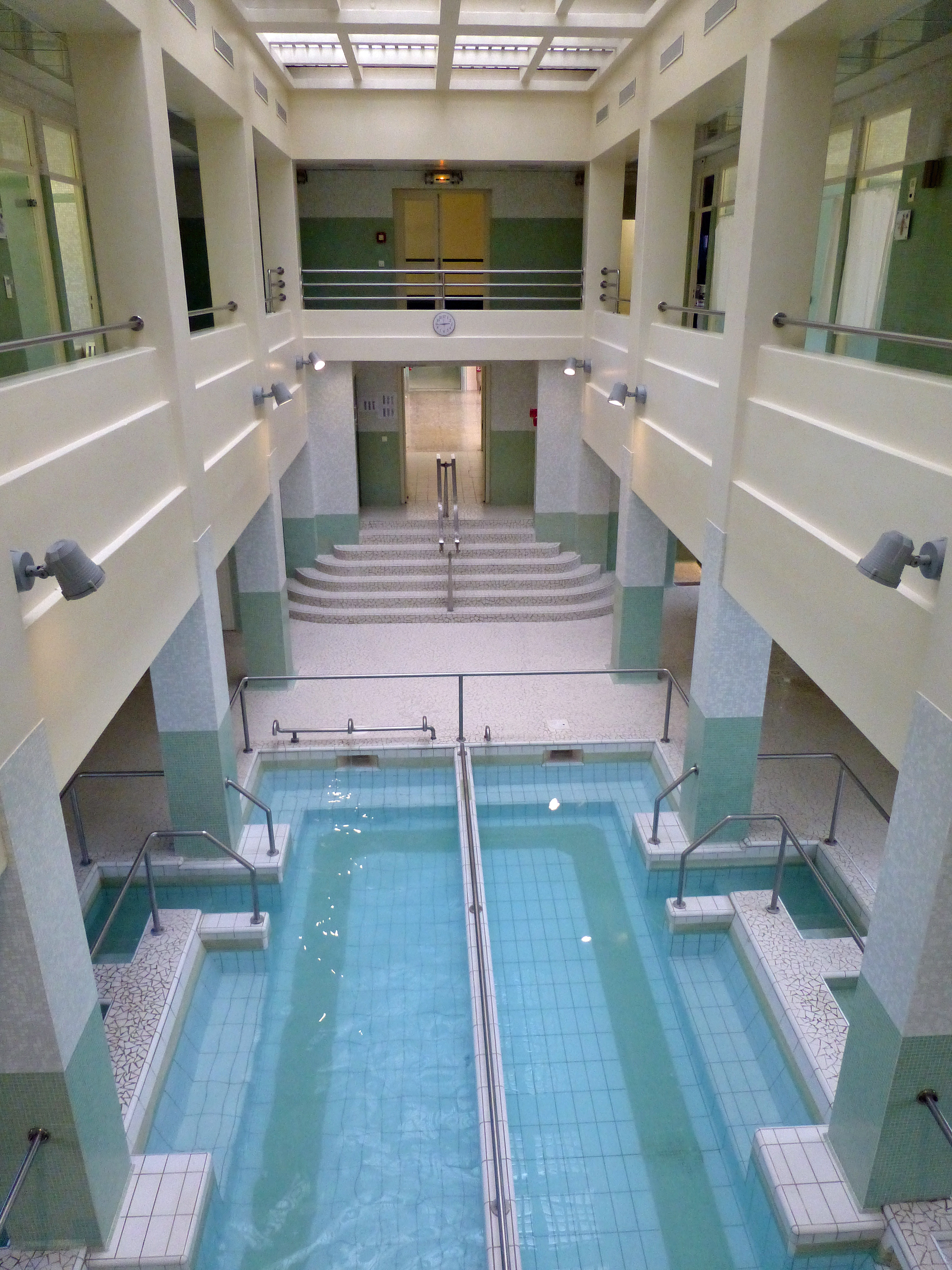
Établissement thermal de Bains-les-Bains
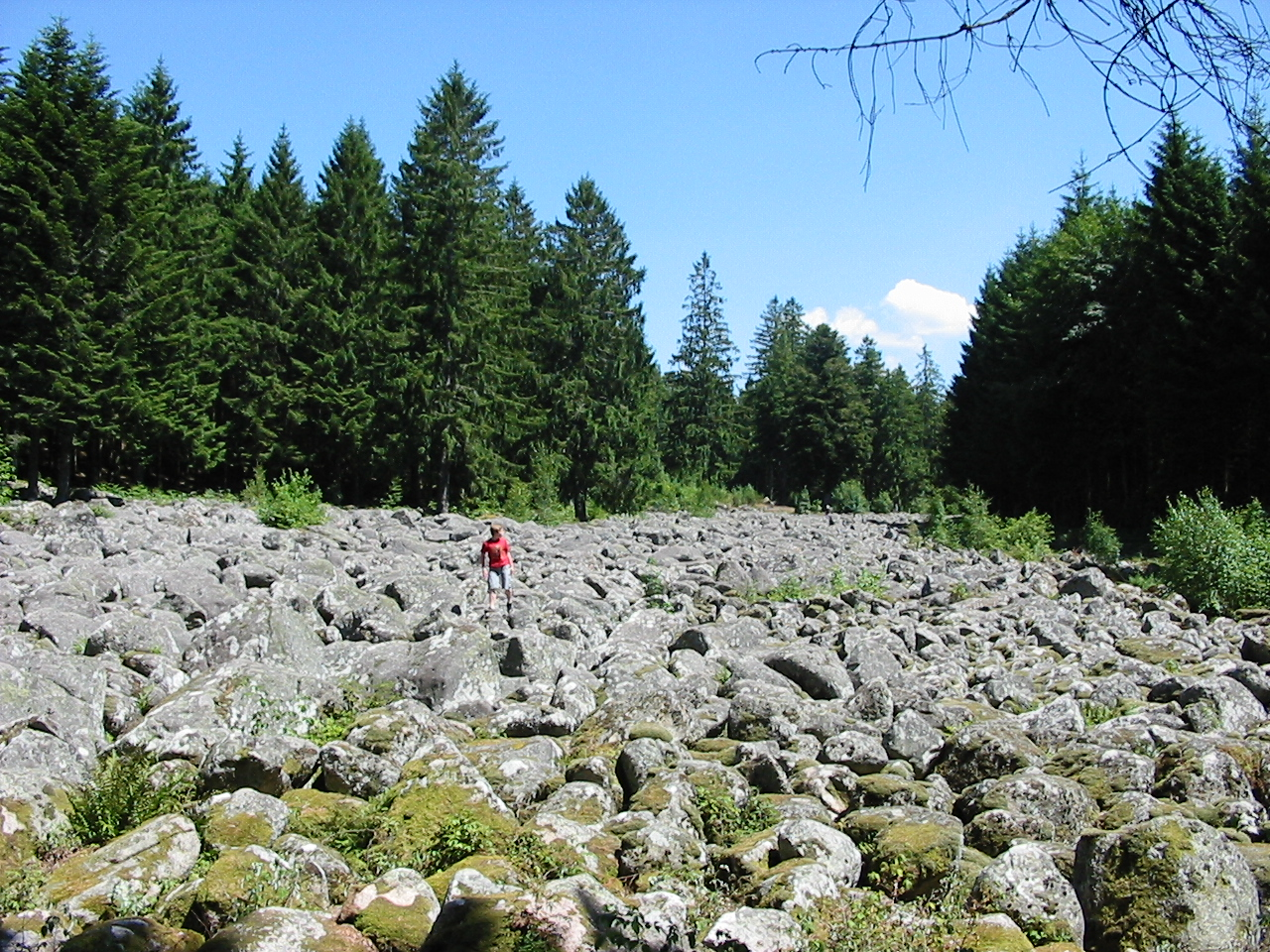
Champ de roches à Barbey-Seroux
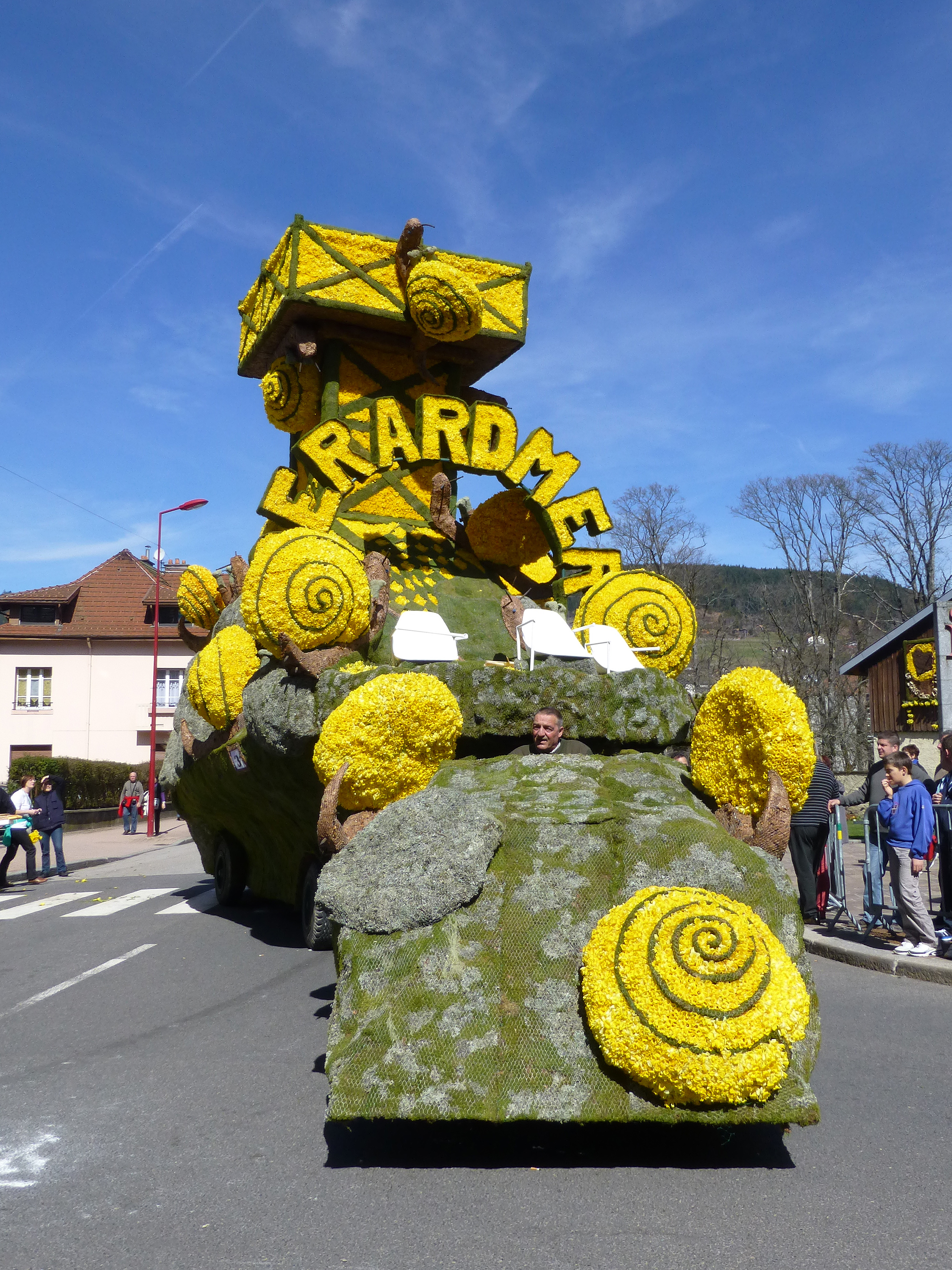
Fête des Jonquilles de Gérardmer
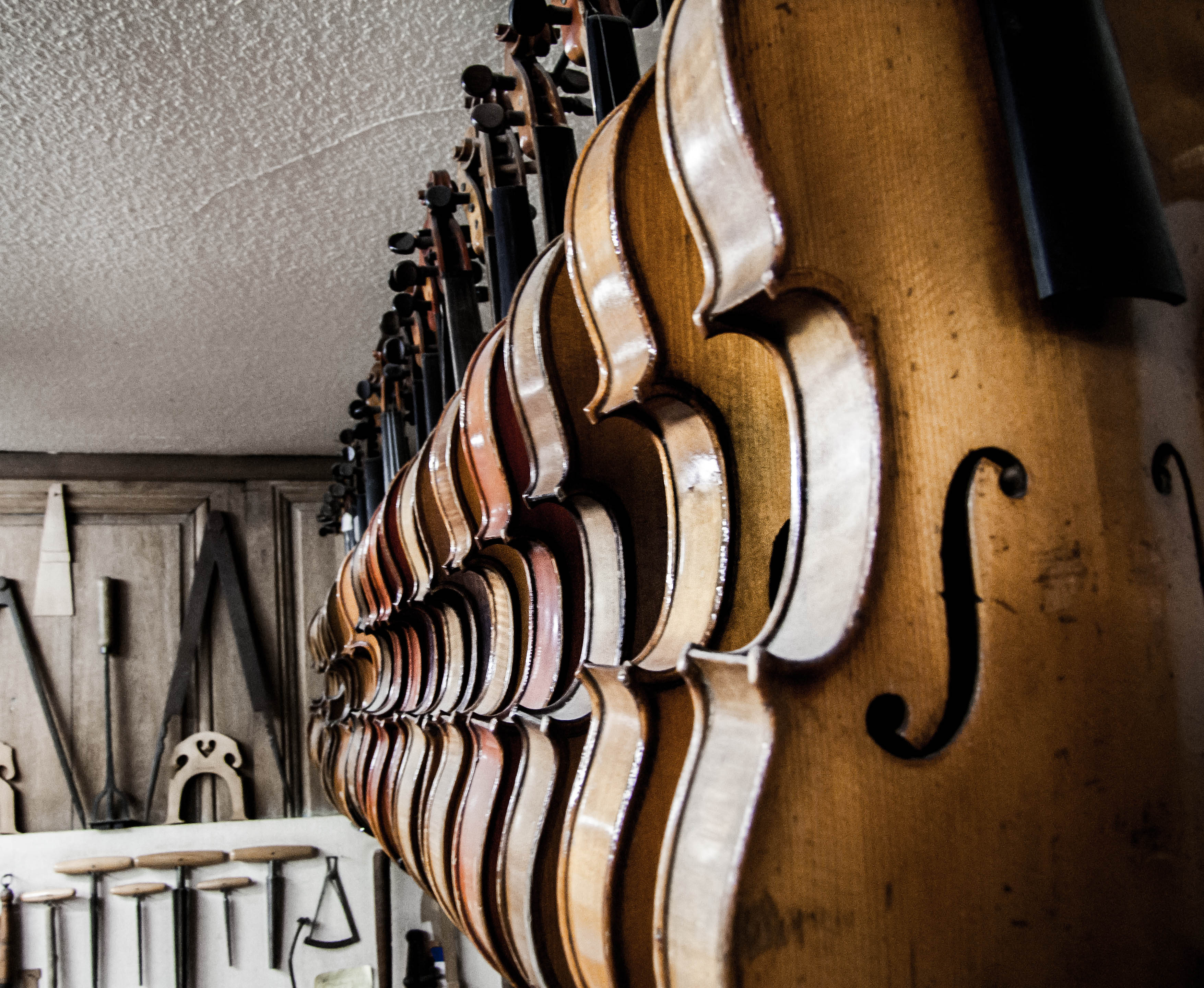
Atelier de luthier à Mirecourt
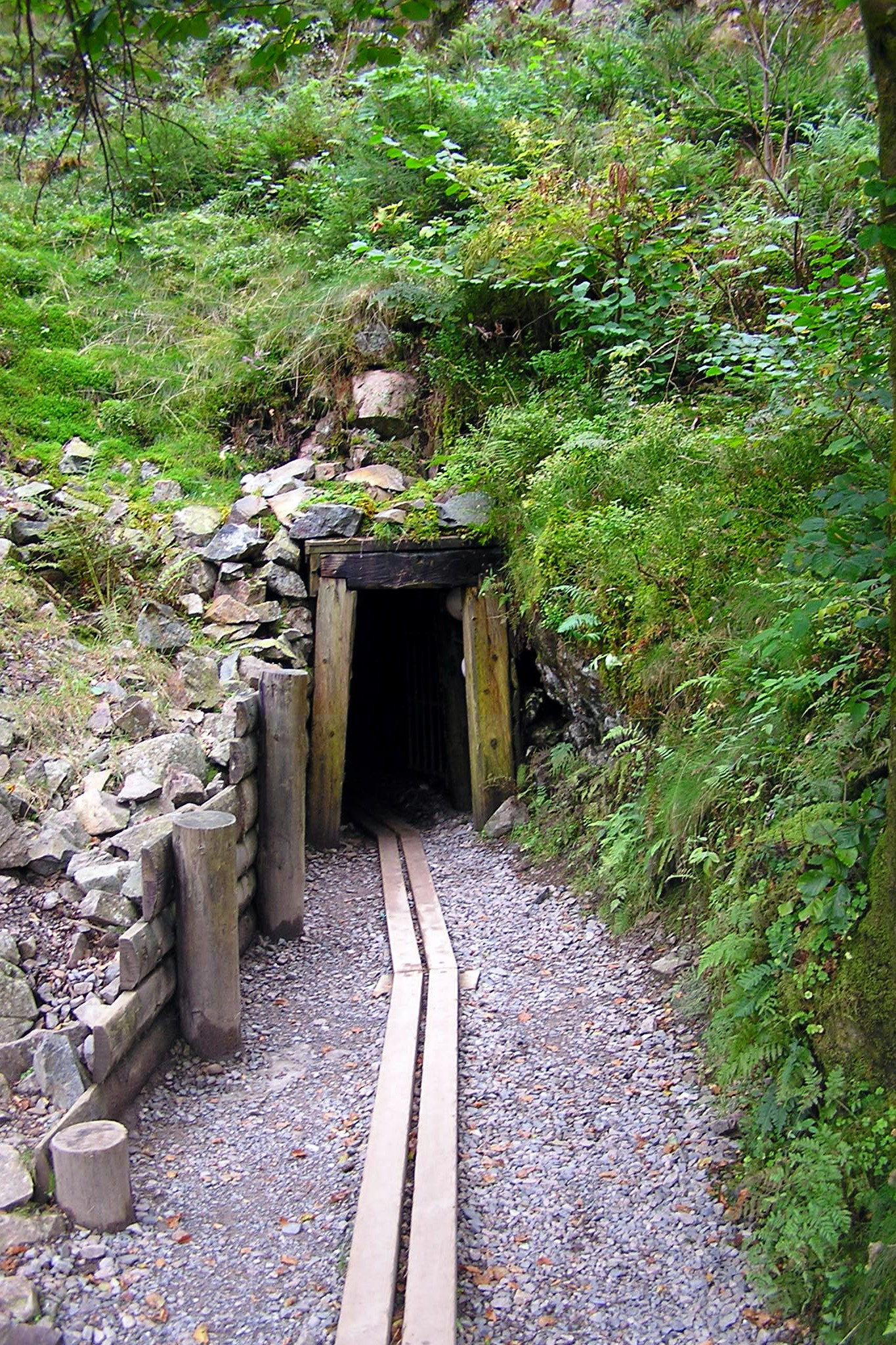
Les Hautes-Mynes du Thillot

### Moselle
Le potentiel touristique est fortement exploité par la Moselle depuis la fin de l'industrie lourde. La ville de Metz attire de plus en plus de touristes principalement grâce à l'ouverture du Centre Pompidou-Metz mais grâce également à la richesse architecturale de la ville. La Moselle développe également le tourisme vert sur les bras de la Moselle ou dans les forêts autour du rocher de Dabo.
Le tourisme historique et militaire est mis en avant avec les fortifications Maginot (ouvrages du Hackenberg à Veckring, du Simserhof à Siersthal, fort Casso à Rohrbach-lès-Bitche, ligne Maginot aquatique), la citadelle de Bitche, l'ossuaire de Schorbach, le musée de la Guerre de 1870 et de l'Annexion à Gravelotte, le groupe fortifié de Guentrange à Thionville ou encore le cimetière américain de Saint-Avold.
La mise en valeur de son patrimoine minier et énergétique permet également le développement d'un tourisme du patrimoine industriel avec l'écomusée des mines de fer de Lorraine de Neufchef et Aumetz, le Parc du haut fourneau U4 à Uckange et la centrale nucléaire EDF à Cattenom. Néanmoins la Moselle possède aussi des sites touristiques artisanaux comme les musées de la Faïence et des Techniques faïencières et la cristallerie Schwalb  de Sarreguemines, mais aussi les cristalleries de Montbronn, la Grande Place musée du cristal Saint-Louis de Saint-Louis-lès-Bitche et le site verrier avec musée du Verre et du Cristal de Meisenthal. Actuellement le pays des étangs est la zone de la Moselle qui se développe le plus sur le plan touristique autour de Sarrebourg.
Le tourisme culturel est aussi bien représenté avec les visites des châteaux: château de la Grange et Jardin des Prairiales à Manom, château fort de Sierck-les-Bains, château de Malbrouck à Manderen, château Saint-Sixte à Freistroff, des édifices religieux: cathédrale Saint-Etienne, temple Neuf, cloître des récollets, chapelle des Templiers et 4 églises à Metz, églises à Scy-Chazelles, Zetting, Saint-Quirin, chapelles à Forbach, Sarrebourg, ancien couvent des Carmes-mairie de Vic-sur-Seille, abbaye de Sturzelbronn, synagogue de Phalsbourg, des édifices civils: places, portes, maison des têtes, hôtels, gare et grande poste à Metz, portes et place à Phalsbourg, hôtel à Vic-sur-Seille, plan incliné de Saint-Louis-Arzviller, cités Bellevue et Gargan à Hayange, des musées: musée de la Cour d'Or-Metz Métropole, musée de la Résistance et de la Déportation à Thionville, maison de Robert-Schuman à Scy-Chazelles, musée de la Tour aux Puces à Thionville, maison lorraine à Oberdorff, vieille maison lorraine à Gomelange, villa gallo-romaine et ses dépendances du parc archéologique européen de Bliesbruck-Reinheim, musée du Pays de Sarrebourg, musée départemental du Sel à Marsal, musée départemental Georges-de-la-Tour à Vic-sur-Seille, synagogue de Delme-musée d'Art contemporain, moulin d'Eschviller à Volmunster. Amnéville-les-Thermes est l'une des plus grandes stations thermales de Lorraine (Thermapolis et Villa Pompéi) et un site touristique majeur du département avec son aquarium, son zoo, son Snowhall (piste de ski artificielle), son parc France Aventures et autres attractions.
Il faut également ajouter le parc animalier de Sainte-Croix à Rhodes, le parc d'attractions Walygator de Maizières-lès-Metz, le chemin de fer touristique d'Abreschviller, les jardins botanique et de Belle-Croix à Metz, fruitiers à Laquenexy, pour la paix à Bitche et le domaine départemental à Lindre.

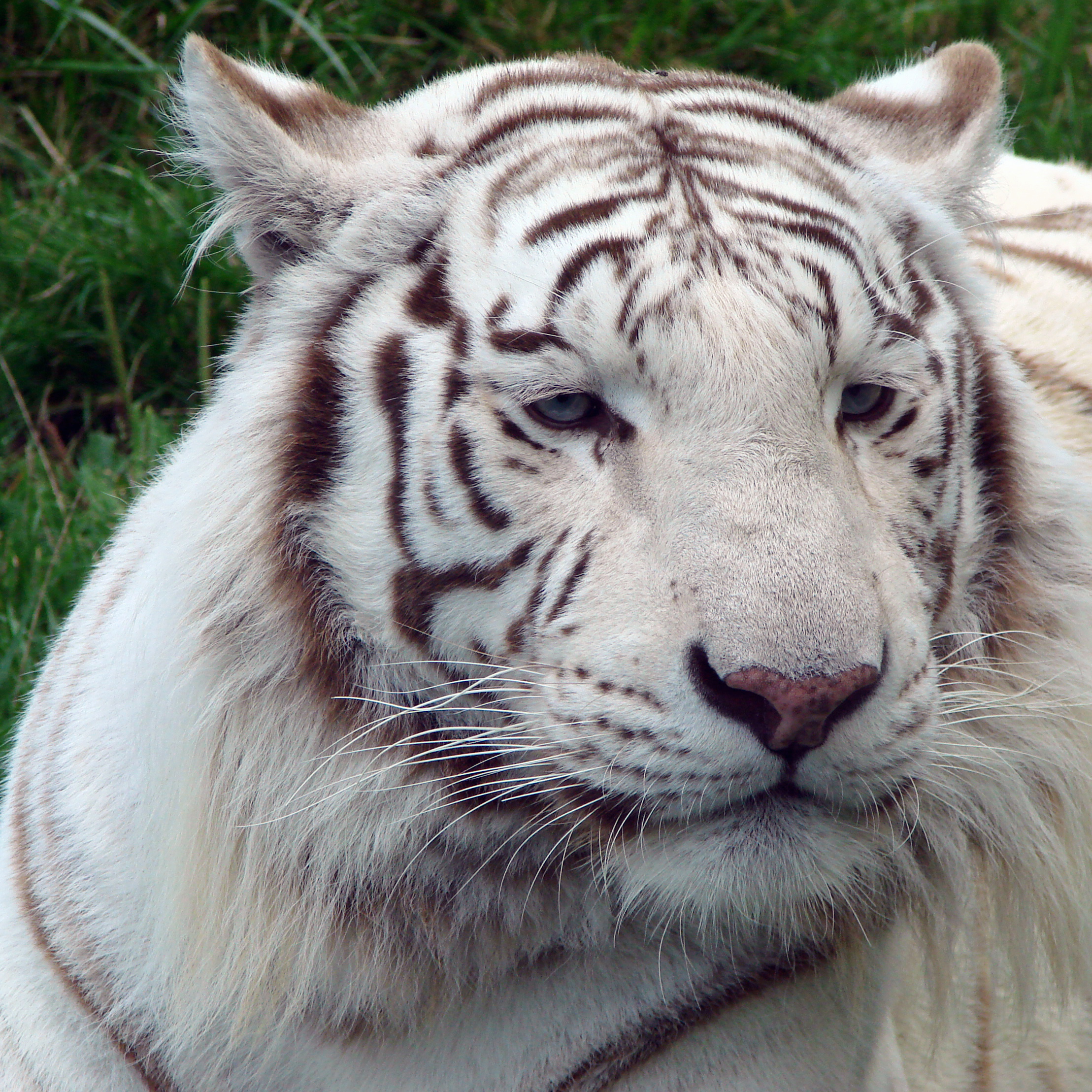
Tigre blanc au zoo d'Amnéville
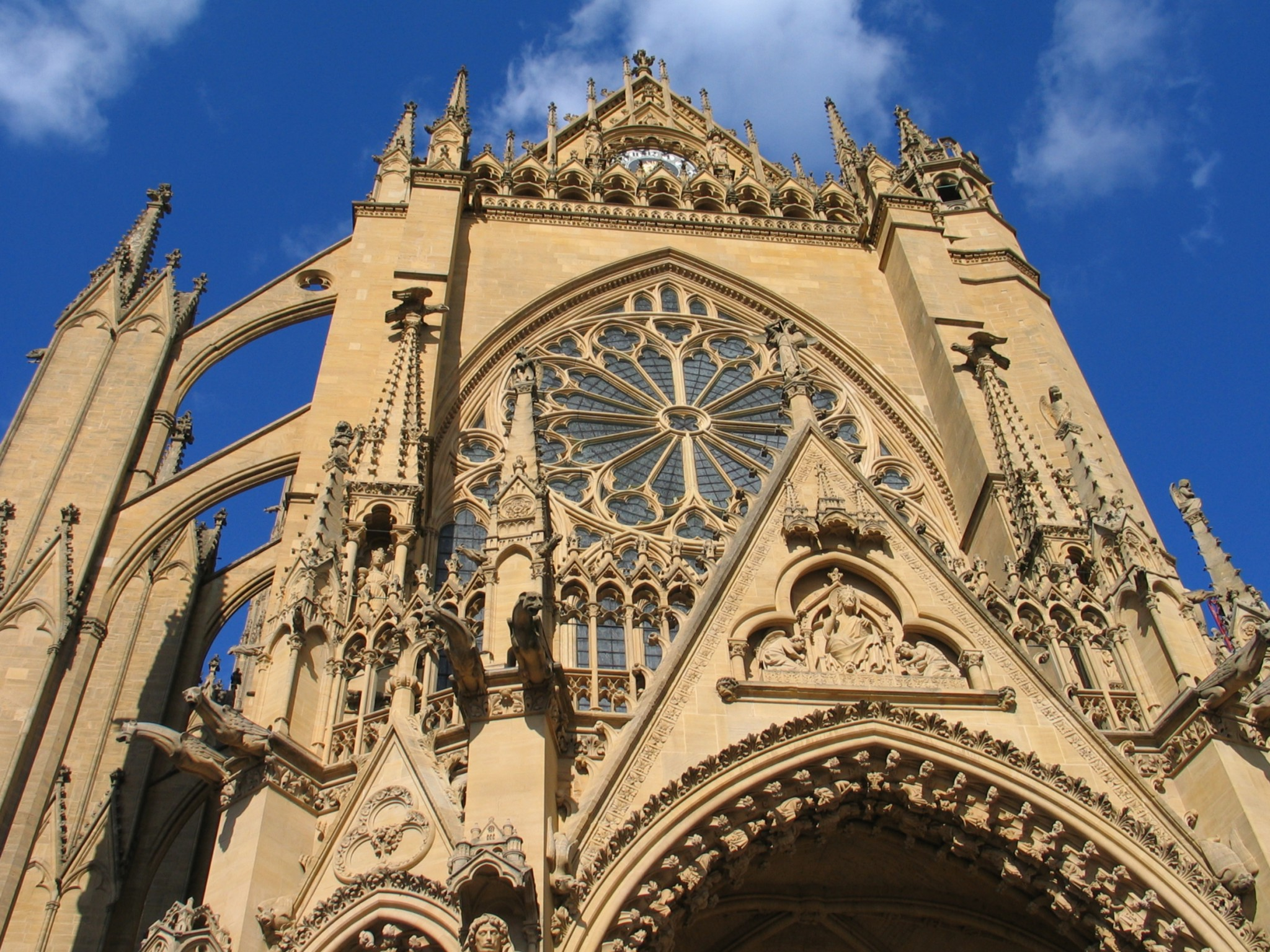
Cathédrale Saint-Étienne de Metz
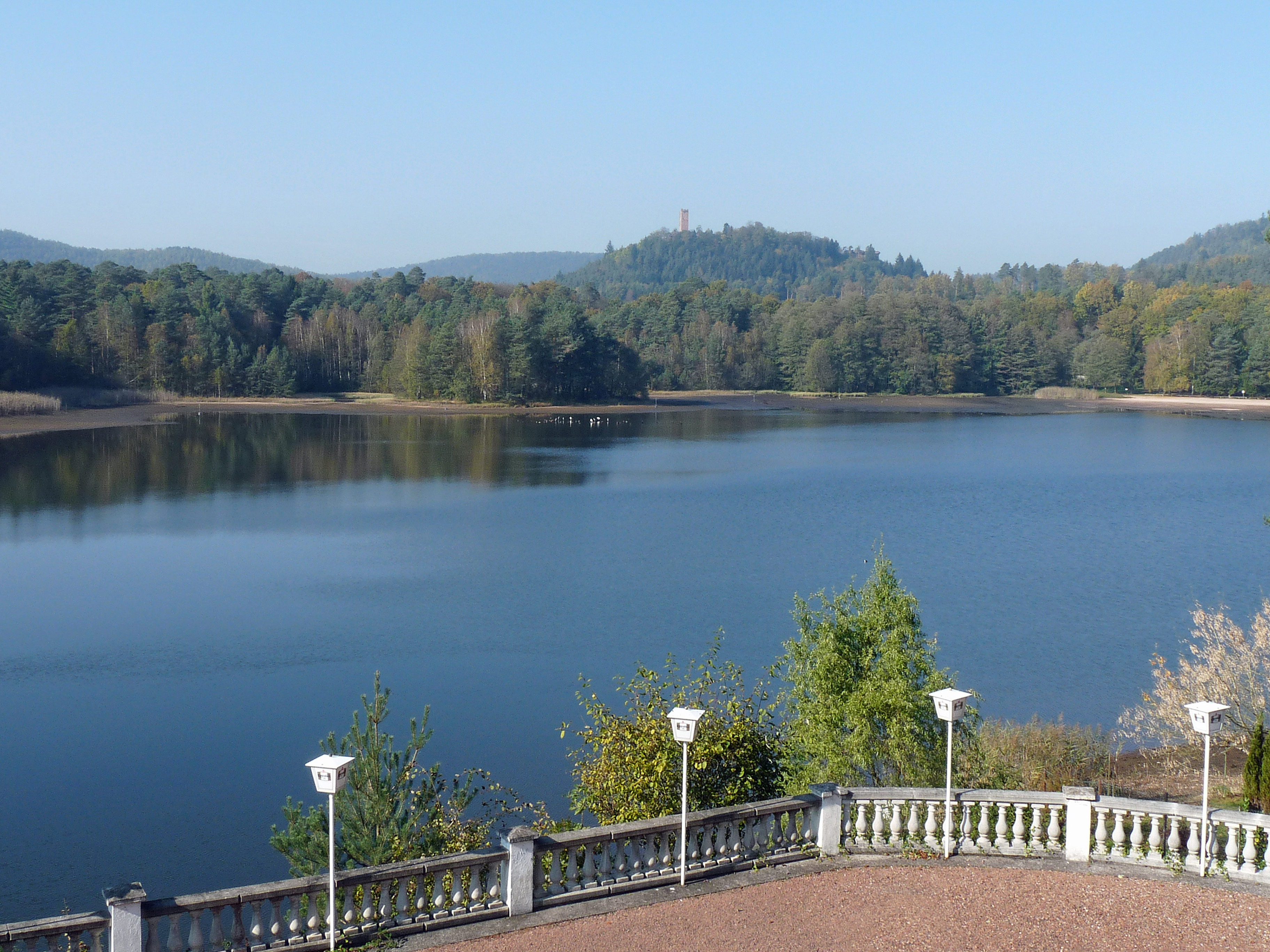
Étang de Hanau et château de Waldeck
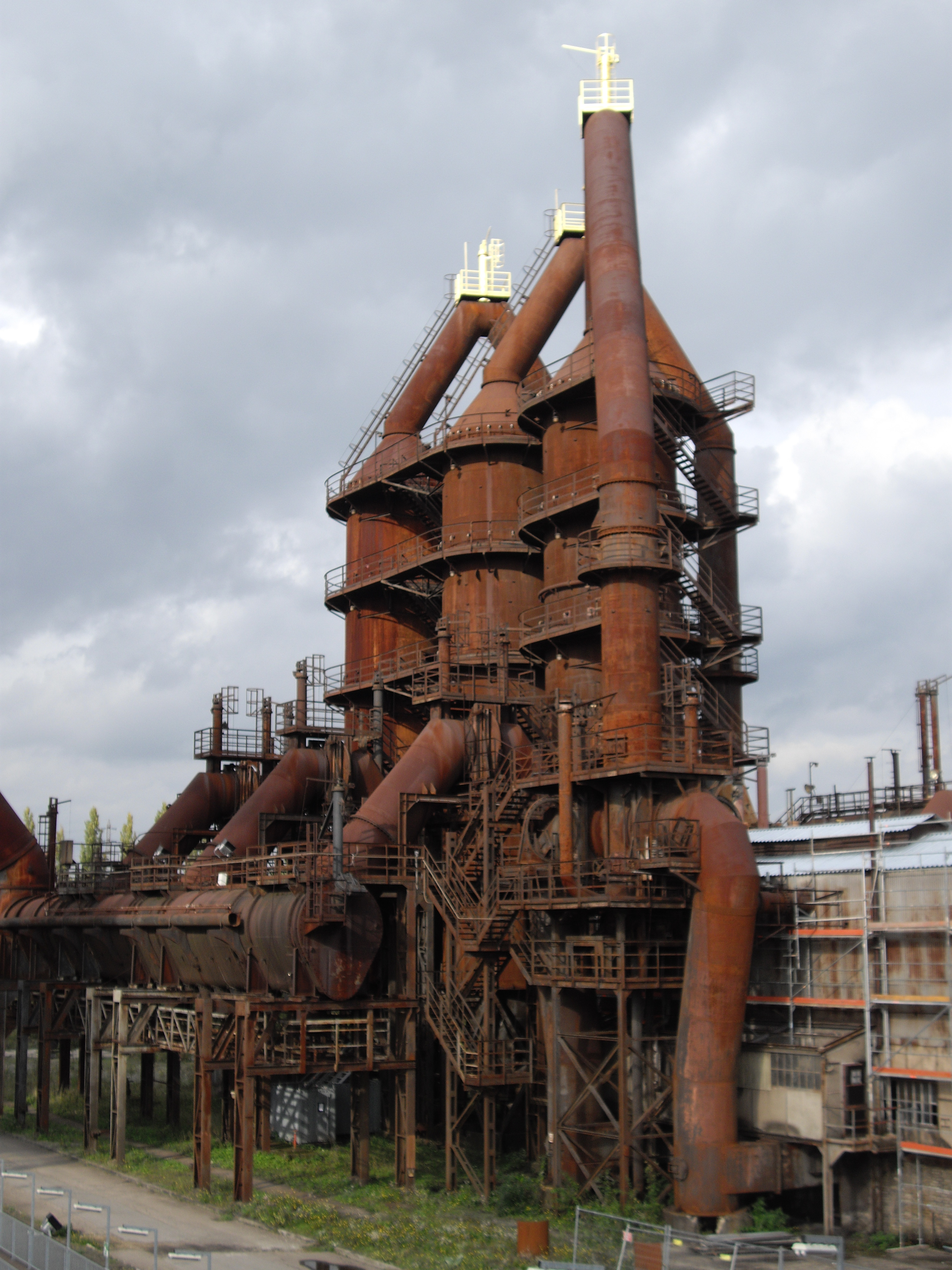
Parc du haut-fourneau d'Uckange

### Meurthe-et-Moselle
La Meurthe-et-Moselle dont les infrastructures sont principalement localisées autour de Nancy joue la carte artistique, patrimoniale et culturelle (Émile Gallé et l'École de Nancy, Jacques Callot, Grandville, musée des Beaux-Arts, Musée lorrain, église des Cordeliers, basilique de Saint-Nicolas-de-Port, etc.). Malgré des extensions vers Lunéville et son célèbre Château des Lumières, Pont-à-Mousson et son Abbaye des Prémontrés . Le Pays-Haut, au nord du département (Briey avec sa cité radieuse de  Le Corbusier et Longwy avec sa citadelle Vauban, au encore le Château de Cons-la-Grandville) semble être mis de côté. Les métiers artisanaux ne sont pas en reste avec notamment Daum, Baccarat et ses cristalleries, et le musée municipal des Emaux et Faïences de Longwy. Actuellement le secteur du Toulois et du Pays saintois est en plein essor touristique aussi bien axé sur le tourisme vert que le patrimoine (cathédrale  Saint-Etienne de Toul, château d'Haroué, colline de Sion-Vaudémont) ou encore la viticulture. Le tourisme de mémoire et le tourisme industriel  se développent avec le mémorial de Léomont, la centrale thermique de Blénod-les-Pont-à-Mousson, la maison de la Mirabelle de Rozelieures et Les Brasseurs de Lorraine de Pont-à-Mousson. Et ajoutons pour compléter les jardins et parcs de Nancy, les Bosquets de Lunéville, le jardin botanique du Montet de Villers-lès-Nancy .

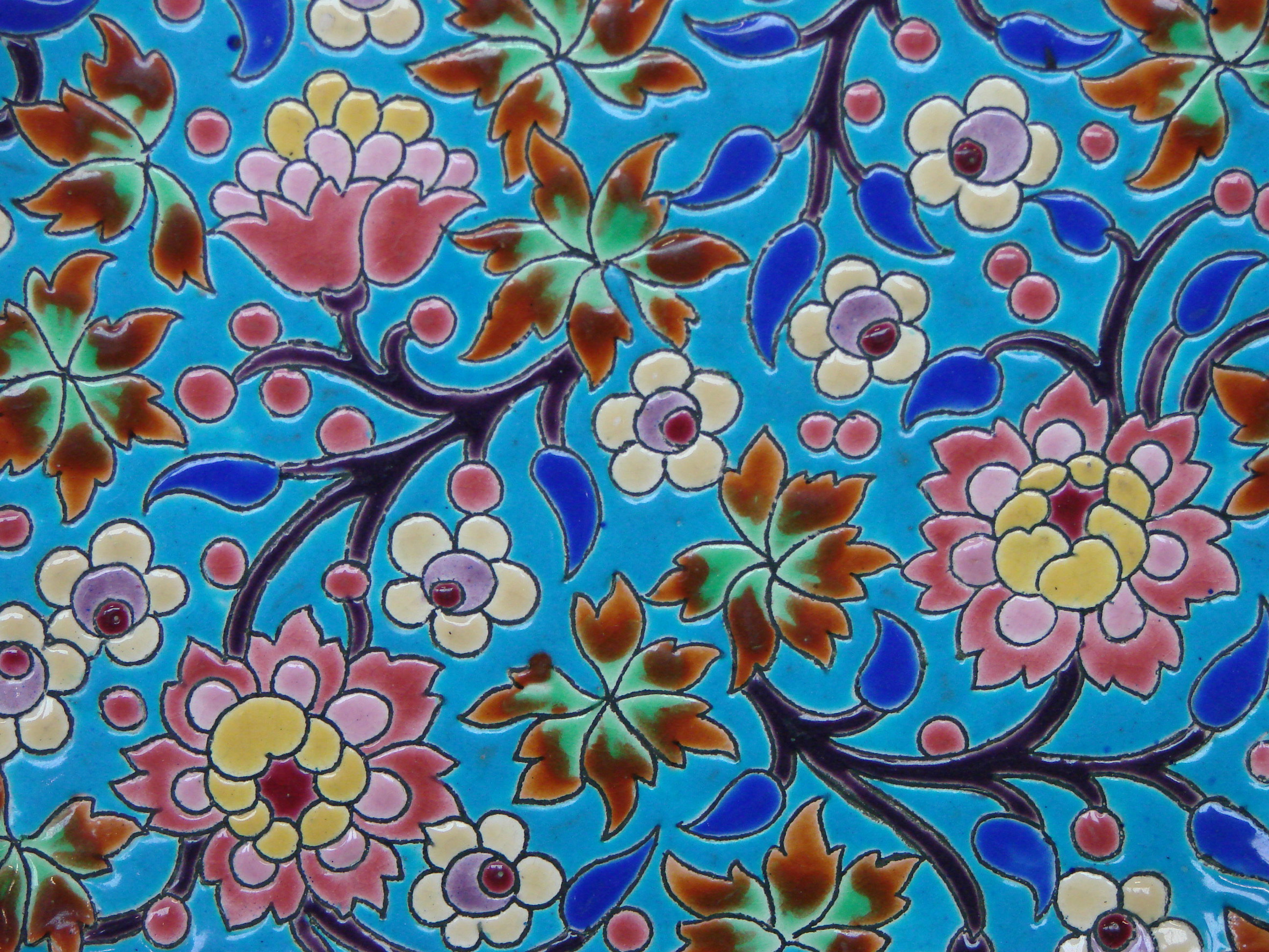
Émaux de Longwy (détail)
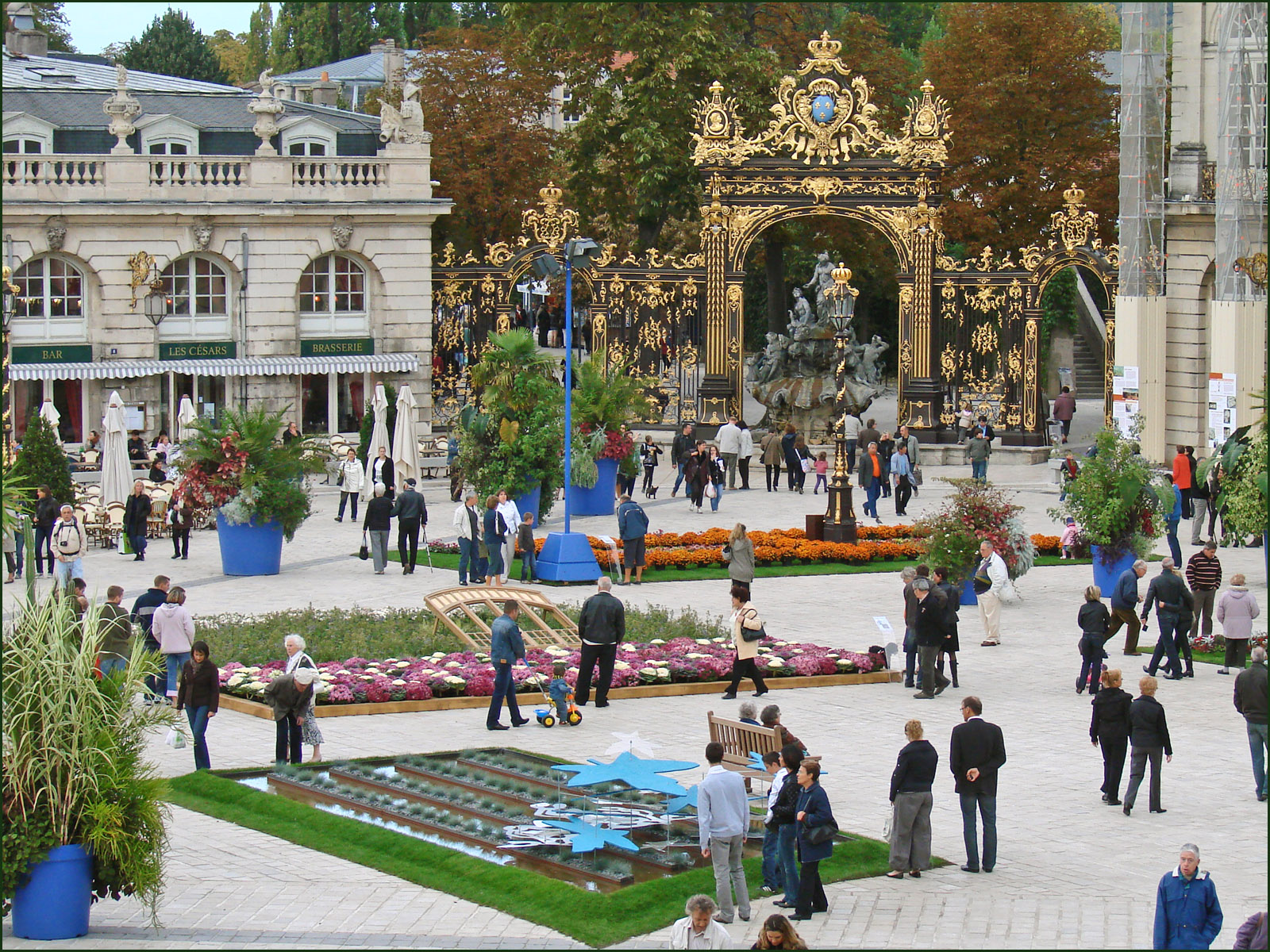
Jardins éphémères sur la place Stanislas à Nancy
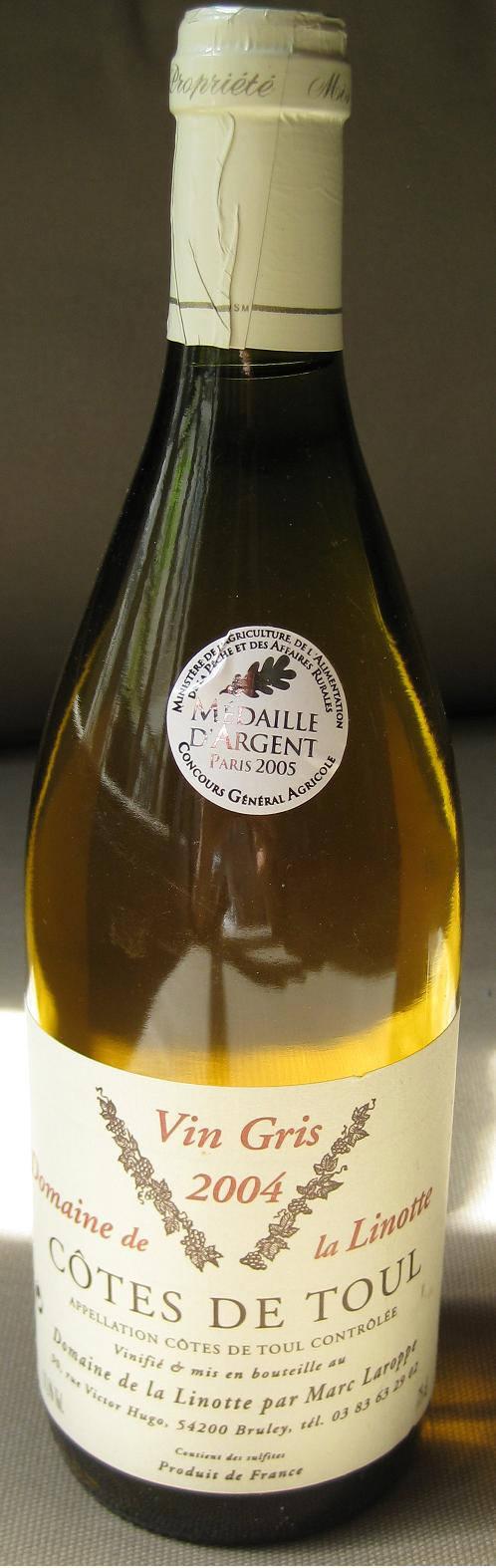
Gris de Toul
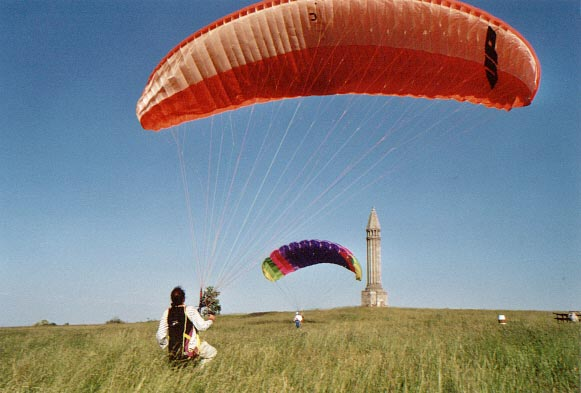
Monument Barrès sur la colline de Sion

Aux confins des départements de Meurthe-et-Moselle, des Vosges et du Bas-Rhin, la vallée de la rivière la Plaine offre une multitude d'attraits avec lac aménagé, chemins forestiers pour randonnées pédestres, Voie verte de 36 kilomètres réservée aux randonnées cyclistes, restauration de scierie avec visites et démonstrations, musée sur la Première Guerre mondiale, fermes avec produits du terroir, etc. Une infrastructure d'accueil (gites ruraux et chambres d'hôtes) permet aux touristes d'y séjourner dans les meilleures conditions : voir en particulier Bionville, Celles-sur-Plaine, Pierre-Percée et Lac de la Plaine.

### Meuse
La Meuse est essentiellement concernée par le tourisme de mémoire sur les vestiges et monuments de la Première Guerre mondiale, essentiellement situés aux alentours de Verdun  et dans le massif de l'Argonne(mémorial-musée de Verdun, ossuaire de Douaumont, nécropole nationale de Douaumont, forts, route de la Haute-Chevauchée, ravin du Génie, souterrains et musée de la butte de Vauquois, cimetière militaire américain Meuse-Argonne de Romagne-sous-Montfaucon).
Le département développe le tourisme vert (lac de Madine...) , le tourisme culturel (église Saint-Étienne de Bar-le-Duc, basilique d'Avoith, Centre mondial de la Paix, des Libertés et des Droits de l'homme de Verdun, citadelle de Montmédy, Le Vent des Forêts-Sentier artistique en nature de Fresnes-au-Mont, châteaux de Commercy, de Bar-le-Duc, de Gombervaux, de Thillombois, etc.) et le tourisme industriel (musée européen de la Bière de Stenay, usine de jouets et musée Petitcollin d'Etain, Andra, centre en Meuse de Bure, dragées Braquier de Verdun, confitures A la Lorraine de Bar-le-Duc, fabrique de perlé de Void-Vacon, la groseilleraie de Loisey-Culey, la maison des Truffes et de la Trufficulture de Boncourt-sur-Meuse...

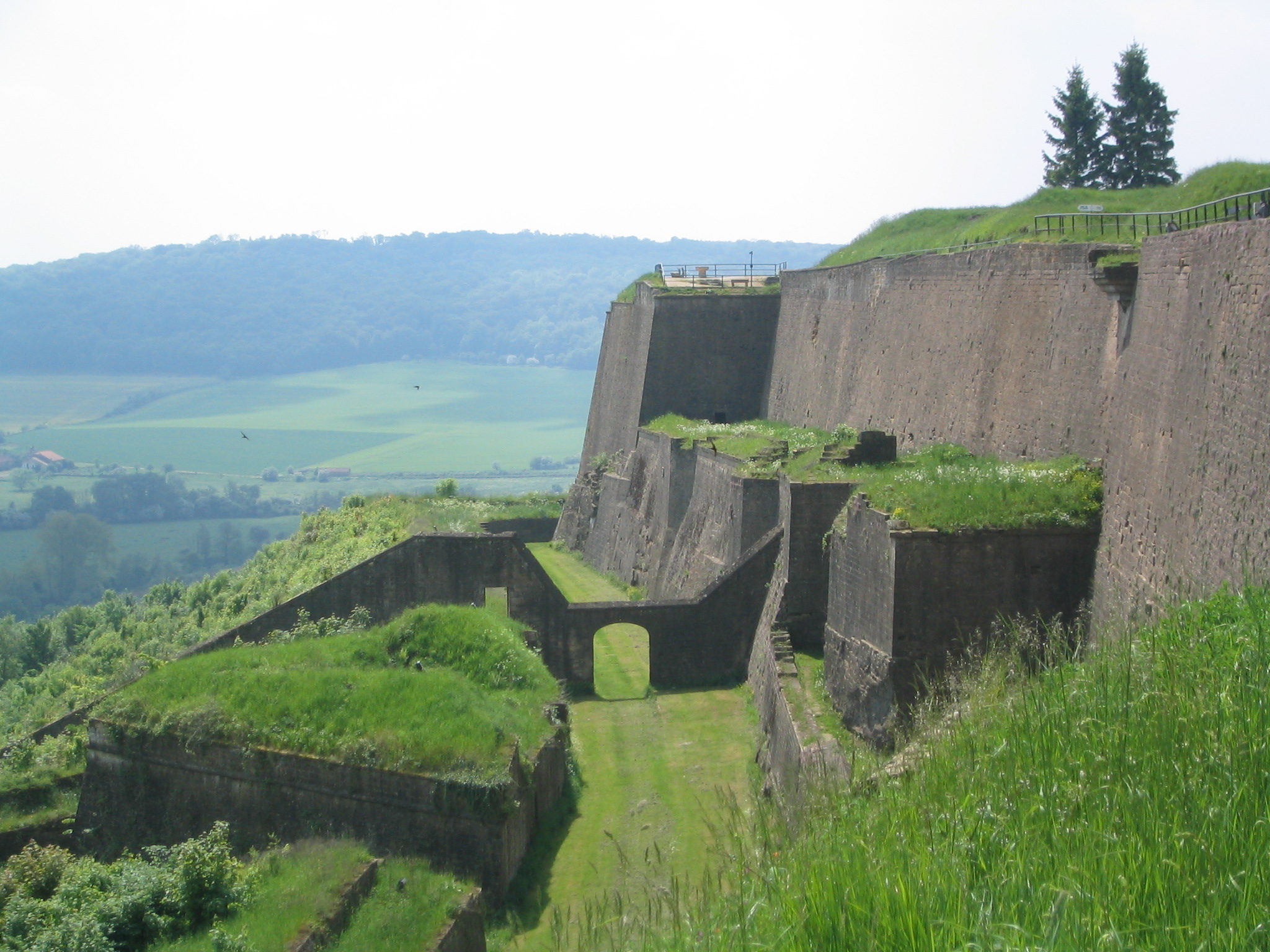
Citadelle de Montmédy
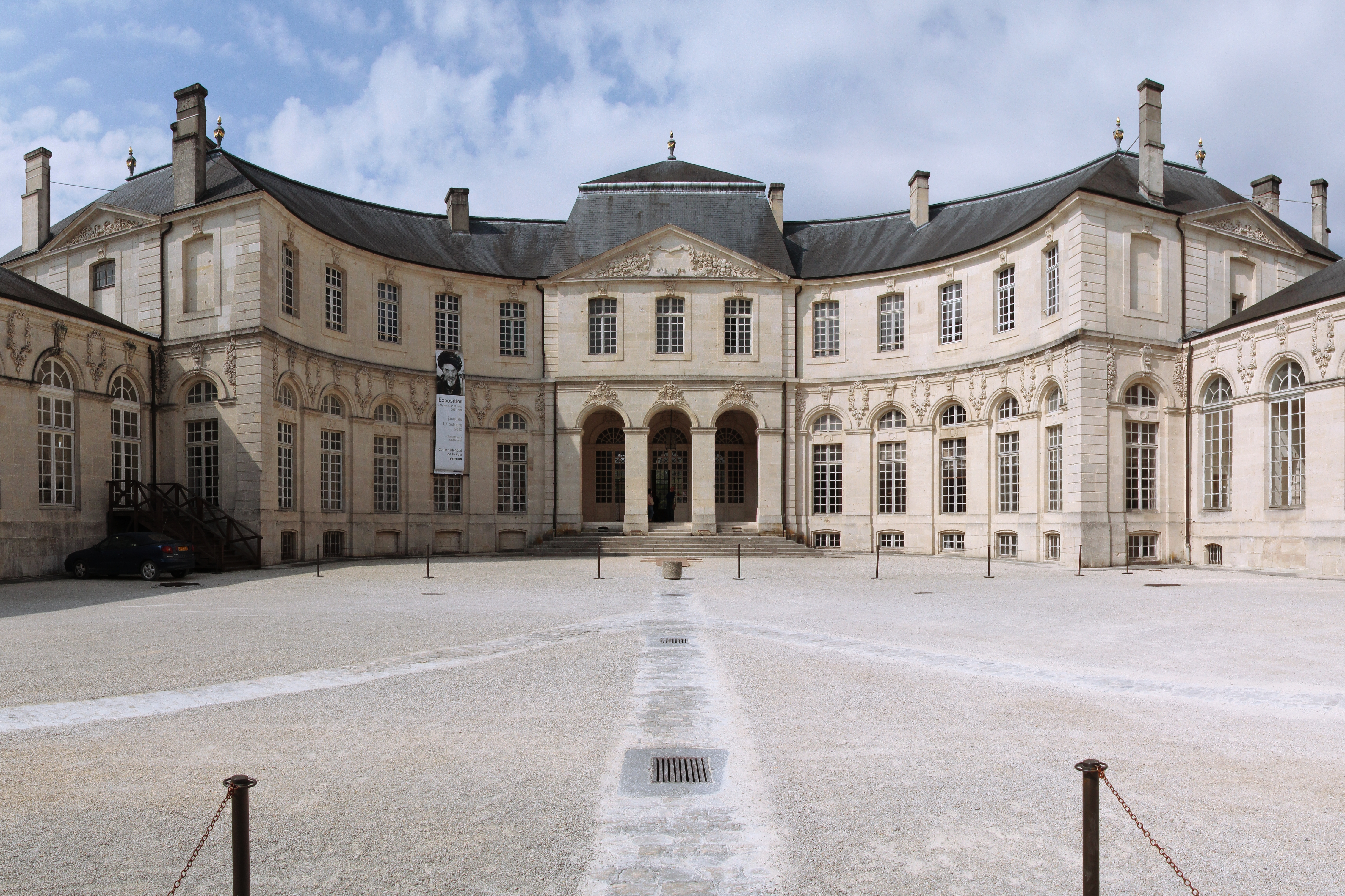
Centre mondial de la paix à Verdun
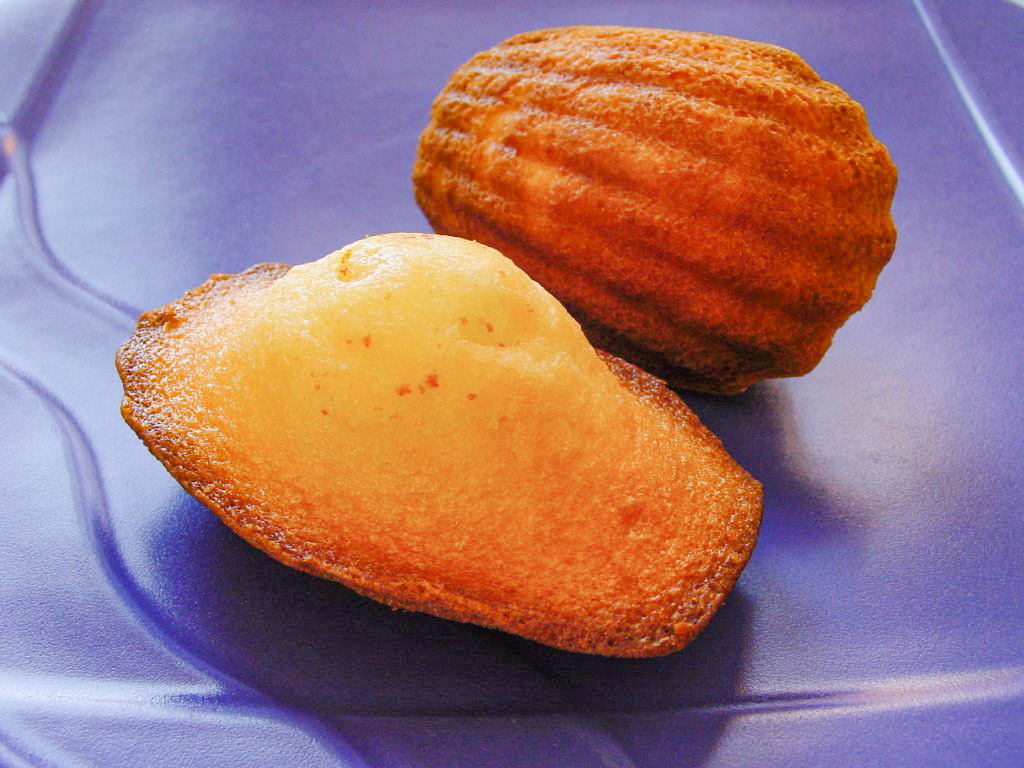
Madeleines de Commercy
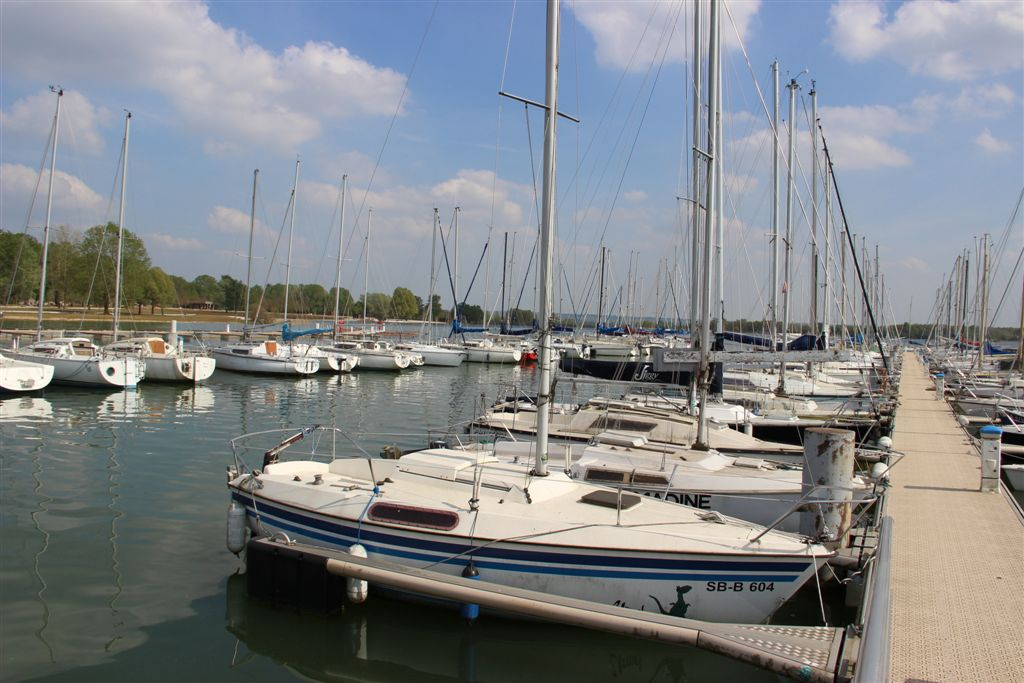
Port de Nonsard au lac de Madine

## Le tourisme lorrain en quelques chiffres
Les sites lorrains les plus attractifs sont la célèbre Place Stanislas de Nancy, la cathédrale de Metz qui possède la plus grande surface de vitraux en France, ainsi que le complexe de loisirs d'Amnéville-les-Thermes... dont les entrées ne sont pas comptabilisées.
Les lieux de visite payants les plus courus ont été le zoo d'Amnéville avec 591 000 entrées, l'ossuaire de Douaumont, le parc animalier de Sainte-Croix, le musée de l'imagerie d'Épinal et le plan incliné de Saint-Louis-Arzviller. Les principaux musées de Lorraine sont également bien classés (Musée des beaux-arts de Nancy > 100 000 entrées/an ; Muséum-aquarium de Nancy > 80 000 personnes en 2006).
La cathédrale de Metz a elle enregistré 548 000 entrées,.
Le thermalisme a enregistré 28 000 curistes, dont plus de la moitié à Amnéville-les-Thermes; à noter aussi : Plombières-les-Bains, Bains-les-Bains, Contrexéville, Vittel...
Le centre national d'art et de culture Georges-Pompidou a été une franche réussite pour la ville de Metz qui a annoncé son 80 0000e visiteur.
Un site de la guerre 1914-1918, la nécropole du Mouton Noir, à côté de Lunéville, vient d'être restauré et d'ouvrir. Il comprend un espace pédagogique et multimédia, des expositions et des projections de films.

## Infrastructures d'accueil et d'information

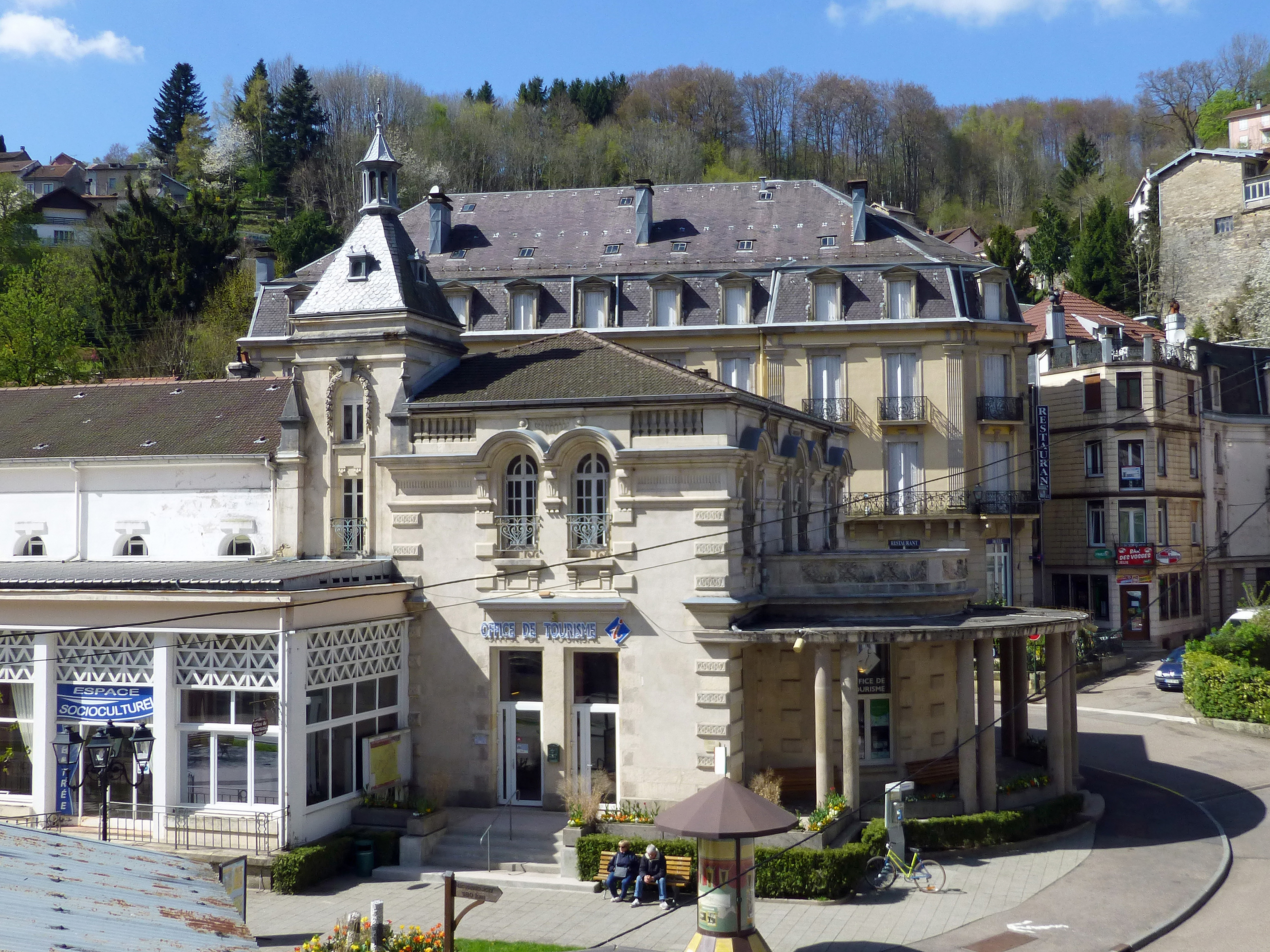
Office de tourisme de Plombières-les-Bains

En 2013 la Lorraine compte 102 offices de tourisme et syndicats d'initiative, dont 36 en Moselle, 32 dans les Vosges, 15 en Meuse et 9 en Meurthe-et-Moselle.

## Emplois liés au tourisme
24 160 emplois salariés à vocation touristique ont été recensés en Lorraine en 2012, principalement dans l'hôtellerie et la restauration. S'y ajoutent 6 840 emplois touristiques non salariés. Ce secteur représente 4 % de l'emploi salarié régional total.
Cependant les emplois à temps partiel sont nombreux dans le secteur touristique. C'est ainsi qu'en 2011, en Lorraine, 21 000 emplois correspondaient en réalité à 15 800 équivalents temps plein (ETP).
Un quart des emplois touristiques de la région sont concentrés autour de Metz-Amnéville, 19 % à Nancy et sa couronne.

## Profil des clientèles
La clientèle française est en grande partie originaire de l'Est de la France et de la région parisienne. La clientèle étrangère est principalement composée de Belges, de Luxembourgeois, d'Allemands et de Néerlandais. On observe une sur-représentation des cadres et des professions libérales. Les visiteurs se déclarent motivés par la nature, la culture, le tourisme de mémoire et industriel, le thermalisme et les villes.